# 太安刺鰍
太安刺鰍為輻鰭魚綱合鰓目刺鰍亞目刺鰍科的其中一種，被IUCN列為次級保育類動物，分布於非洲獅子山的沿海溪流流域，體長可達19.6公分，棲息在底層水域，屬肉食性，可做為食用魚。